# Varicopsella elegans
Varicopsella elegans är en insektsart som beskrevs av Chandrasekhara A. Viraktamath 1981. Varicopsella elegans ingår i släktet Varicopsella och familjen dvärgstritar. Inga underarter finns listade i Catalogue of Life.